# اختبار بويتلر
اختبار بويتلر (بالإنجليزية: Beutler test)‏، ويُسمى أيضًا اختبار البقعة التألقي (بالإنجليزية: fluorescent spot test)‏، هو اختبار تقصي يُستعمل لتحديد عيوب الإنزيمات.

## الاستعمال
يُمكن استعماله للكشف عن:
- وجود الغالاكتوز في الدم[5][6]
- عوز نازعة هيدروجين الغلوكوز-6-فوسفات[7][8]